# El Rancho Vela (Teksas)
El Rancho Vela je naseljeno mjesto za statističke potrebe u američkoj saveznoj državi Teksas. Prema popisu stanovništva iz 2010. u njemu je živjelo 274 stanovnika.